# 12190 Sarkisov
12190 Sarkisov eller 1978 SE5 är en asteroid i huvudbältet som upptäcktes den 27 september 1978 av den ryska astronomen Ljudmila Tjernych vid Krims astrofysiska observatorium på Krim. Den är uppkallad efter Pavel Djibraelovich Sarkisov.
Asteroiden har en diameter på ungefär 6 kilometer.